# 박종근 (노동 운동가)
박종근(朴鍾根, 1938년~2022년 2월 7일)은 대한민국의 노동운동가이다.
1960년대에 면방기능공으로 일하다가 산재 사고를 당한 뒤 노동 운동을 시작하였다. 한국노총 위원장과 평화은행 초대 회장, 경제정의실천시민연합 고문 등을 맡았다.

## 역대 선거 결과
|  | 28.20% |

|  | 30.8% |

|  | 32.01% |